# Helix texta
Helix texta es una especie de molusco gasterópodo de la familia Helicidae en el orden de los Stylommatophora.

## Distribución geográfica
Es  endémica de Israel.